# Regimin (Gmina)
Regimin es un gmina rural (distrito administrativo) en el condado de Ciechanów, Mazovia, en el centro-este de Polonia. Su sede es el pueblo de Regimin, que se encuentra a unos 9 km al noroeste de Ciechanów y a 85 km al norte de Varsovia.
El gmina cubre un área de 111,29 km², y a partir de 2006 su población total es de 4.955 habitantes.

## Pueblos
El gmina Regimin incluye los pueblos y asentamientos de Grzybowo, Jarluty Duże, Jarluty Małe, Kalisz, Karniewo, Kątki, Klice, Kliczki, Kozdroje, Koziczyn, Lekówiec, Lekowo, Lipa, Mościce, Pawłówko, Pawłowo, Pniewo Wielkie, Pniewo-Czeruchy, Przybyszewo, Radomka, Regimin, Szulmierz, Targonie, Trzcianka, Włosty y Zeńbok.

## Gminas vecinos
El gmina Regimin limita con los gminas de Ciechanów, Czernice Borowe, Grudusk, Opinogóra Górna, Strzegowo y Stupsk.